# Peter Schwarz (Fußballspieler)
Peter Schwarz (* 14. Juni 1953 in Hochspeyer) ist ein ehemaliger deutscher Fußballspieler, der in den Jahren 1973 bis 1984 in der Fußball-Bundesliga für die Vereine 1. FC Kaiserslautern und Bayer 05 Uerdingen 186 Spiele bestritten hat und dabei 21 Tore erzielte.

## Laufbahn

### 1. FC Kaiserslautern, bis 1980
Der aus dem Landkreis Kaiserslautern, von Grün-Weiß Hochspeyer gekommene Nachwuchsspieler Peter Schwarz, debütierte unter Trainer Dietrich Weise in der Runde 1972/73 in der Fußball-Bundesliga. Am 17. März 1973, der 25. Spieltag der Saison 1972/73, kam das 19-jährige Defensivtalent als Vorstopper bei dem 3:2-Auswärtserfolg bei Hannover 96 an der Seite von Libero Dietmar Schwager erstmals in der Bundesliga für Kaiserslautern zum Einsatz, er schoss den entscheidenden Siegtreffer zum 3:2 in der 90. Minute. Vierzehn Tage zuvor hatte er in der deutschen Fußballnationalmannschaft der Amateure am 28. Februar 1973 in Montecatini beim Länderspiel gegen Italien seinen Einstand mit einem 2:0-Erfolg gefeiert. Es folgten von 1973/74 bis 1979/80 sieben Jahre in Kaiserslautern unter den Trainern Erich Ribbeck und Karlheinz Feldkamp. Als die Lauterer 1976 im DFB-Pokalfinale am 26. Juni in Frankfurt gegen den Hamburger SV standen wurde Schwarz in der 66. Spielminute bei der 0:2-Niederlage eingewechselt. Im ersten Trainerjahr von Karlheinz Feldkamp, 1978/79, gehörte Schwarz mit 26 Einsätzen und zwei Toren der Stammbesetzung an, die den dritten Rang belegte und damit in den UEFA-Cup der Runde 1979/80 Einzug hielt. Auf europäischer Ebene kam er gegen den FC Zürich, Sporting Lissabon und VTK Diosgyör Miskolc zum Einsatz. In seinem achten Jahr, 1979/80, kam Schwarz bei Kaiserslautern nur noch zu zehn Bundesligaeinsätzen. Sein letztes Spiel für die „Roten Teufel“ bestritt er am 15. Dezember 1979 bei Borussia Dortmund auf der Vorstopperposition als Kaiserslautern mit 2:6 Toren eine deutliche Niederlage kassierte. Im Sommer 1980 wechselte er nach 147 Bundesligaspielen mit 20 Toren nach Krefeld und gehörte dem Lizenzkader von Uerdingen 05 an.

### Bayer Uerdingen, 1980 bis 1984
Für Uerdingen bestritt er zwar in der Saison 1980/81 unter Trainer Horst Buhtz 27 Ligaspiele, erlebte aber als 18. den Abstieg in die 2. Fußball-Bundesliga. Schwarz ging mit dem Absteiger in die 2. Liga und stand mit Uerdingen nach der Runde 1981/82 auf dem 12. Rang. Im zweiten Jahr der Zweitklassigkeit – ab Februar übernahm Hans-Dieter Tippenhauer den Trainerposten von Werner Biskup – landeten die Krefelder auf dem dritten Rang – Leistungsträger waren Norbert Brinkmann, Matthias Herget, Werner Vollack – und zogen damit in die Relegationsspiele gegen Schalke 04 ein. Uerdingen setzte sich nach dem 3:1-Heimerfolg am 15. Juni 1983 durch – Schwarz wurde in der 84. Minute eingewechselt – und kehrte wieder in die Bundesliga zurück. In der Saison 1983/84 kam Peter Schwarz nochmals zu zwölf Bundesligaspielen – das letzte Spiel war am 12. Mai 1984 bei der 1:7-Niederlage bei Borussia Mönchengladbach, als er es mit Ewald Lienen auf der linken Angriffsseite der Borussen zu tun hatte – und unterschrieb zur Runde 1984/85 einen neuen Vertrag beim VfR Bürstadt in der 2. Bundesliga. Unter Trainer Lothar Buchmann kam er auf 37 Einsätze mit sieben Toren, konnte aber den Abstieg der Hessen in das Amateurlager nicht verhindern.
Im hessischen Amateuroberhaus kam Bürstadt mit Libero Peter Schwarz auf den zweiten Rang hinter Meister Kickers Offenbach und nahm deshalb am Wettbewerb um die deutsche Amateurmeisterschaft 1986 teil. Nach Erfolgen gegen SV Meppen und die SpVgg Landshut stand Bürstadt am 21. Juni 1986 in Remscheid vor 8.000 Zuschauern gegen den heimischen BVL 08 Remscheid im Finale. Das Endspiel verlor die Bürstädter Mannschaft um Libero Schwarz mit 1:2 Toren.
Peter Schwarz ist seit über 35 Jahren verheiratet mit Kristina Schwarz und hat zwei Kinder. Er arbeitete im öffentlichen Dienst in Worms und lebt mit seiner Familie in Bürstadt in Hessen.

### Erfolge
- Vizepokalsieger: 1975/76
- Aufstieg in die Bundesliga: 1982/83
- Teilnahme am UEFA Amateur Cup in der Saison 1973/74